# Benny Simonsen
Benny Simonsen (* 28. Dezember 1983 in Odense) ist ein dänischer Automobilrennfahrer.

## Karriere
Im Jahr 2010 nahm Simonsen für Pulce Racing auf einem Fiat 500 für acht Rennen an der britischen Abarth Trofeo 500 teil. Im Auftaktrennen im Oulton Park wurde er im ersten Lauf hinter Gareth Howell Zweiter; im zweiten Lauf Dritter. Am nächsten Rennwochenende auf dem Silverstone Circuit wurde er Sechster und Achter. An den beiden folgenden Rennwochenenden im Cadwell Park und Snetterton nahm er nicht teil. Erneut an einer Veranstaltung in Silverstone teilnehmend, fuhr Simonsen im ersten Rennen auf den zwölften Platz und wurde Sechster im zweiten Rennen. Bei den folgenden Rennen in Brands Hatch fiel er in beiden Läufen aus. Am Saisonfinale in Monza nahm er nicht teil. Im Schlussklassement belegte Simonsen mit 70 Punkten den achten Rang in der Gesamtwertung.
2011 nahm er am dänischen Renault DTC Light Cup teil und wurde Dritter der Gesamtwertung.
2012 startete Simonsen für JWA-Avila (Porsche Endurance Racing Team) auf einem Porsche 997 GT3-RSR in der FIA-Langstrecken-Weltmeisterschaft. Beim 6-Stunden-Rennen in as-Sachier erzielte er sich einen halben Punkt; und damit Rang 89 in der Fahrerweltmeisterschaft.

## Persönliches
Sein Bruder war der Automobilrennfahrer Allan Simonsen.

## Statistik

### Karrierestationen
- 2010: Britische Abarth Trofeo 500 (Platz 8)
- 2011: Dänischer Renault DTC Light Cup (Platz 3)
- 2012: FIA-Langstrecken-Weltmeisterschaft (Platz 89)
- 2018/19: Asian Le Mans Series, GT Cup (Meister)